# Contre toute espérance
Série
La Neuvaine
(2005) La Donation
(2009)
Pour plus de détails, voir Fiche technique et Distribution.
Contre toute espérance est un film québécois de Bernard Émond, sorti en 2007 au Québec, deuxième volet d'une trilogie illustrant les vertus théologales (la foi, l'espérance et la charité), dont le premier opus est La Neuvaine et le troisième La Donation.

## Fiche technique
- Titre : Contre toute espérance
- Réalisation : Bernard Émond
- Scénario : Bernard Émond
- Caméra : Jean-Claude Labrecque
- Montage : Louise Côté
- Musique : Robert Marcel Lepage
- Son : Martin Allard, Hugo Brochu, Marcel Chouinard, Bernard Gariépy Strobl
- Costumes : Sophie Lefèbvre
- Direction artistique : Gaudeline Sauriol
- Production : Bernard Payeur (ACPAV)
- Distribution : Les Films Séville
- Pays d'origine : Canada
- Genre : Drame
- Durée : 88 minutes

## Distribution
- Guylaine Tremblay : Réjeanne Poulin, téléphoniste
- Guy Jodoin : Gilles Dubuc, son mari, camionneur victime d'ACV
- Gildor Roy : Claude, l'ami du couple, amateur de chasse
- René-Daniel Dubois : le lieutenant Allard, qui mène l'enquête
- Annick Bergeron : la superviseure de Réjeanne
- Serge Houde : Jean-Pierre Deniger, le président de la multinationale qui emploie Réjeanne

## Divers
- 13 septembre 2006 : début du tournage.
- 16 août 2007 : sortie sur les écrans québécois.
- 11 septembre 2007 : présentation au Festival International du Film de Toronto.
- 16 novembre 2007 : présentation au festival "Cinéma du Québec" à Paris (Champs-Élysées).
- Dans le film, un personnage évoque le carcajou, un animal dont le nom en langue Micmac (peuple amérindien) signifie "esprit maléfique", et qui est parfois qualifié d'animal le plus féroce du Grand Nord. Son autre nom est le glouton.